# Пейрефит, Ален
Ален Пейрефит (фр. Alain Peyrefitte; 26 августа 1925, Нажак, департамент Аверон, Франция — 27 ноября 1999, Париж, Франция) — французский дипломат, государственный деятель, писатель; член Французской академии (1977), член Академии моральных и политических наук (1987), министр юстиции Франции (1977—1981).

## Биография

### Ранние годы и образование
На воспитание Алена Пейрефита значимое влияние оказало то обстоятельство, что его дед по материнской времени некоторое время был задействован при передаче церковной собственности в пользу государства в 1905 г. Когда через четыре года он скоропостижно скончался, местный священник отказался хоронить его с религиозными почестями. Вследствие этого события мать воспитала сына старалась дать сыну сильное антиклерикальное воспитание. При рождении мальчик получил имя Роже Антуан, однако в годы учёбы поменял имя, чтобы избежать путаницы с его тезкой — Роже Пейрефиттом, писателем, который из-за работы на государственной должности в период режима Виши подвергался критике в обществе.
После окончания средней школы в Монпелье получил в шестнадцать лет диплом бакалавра философии и математики, в марте 1944 г. за участие в студенческих демонстрациях находился под угрозой интернирования в Германию на принудительные работы. Был вынужден скрывать на территории департамента Аверон. После освобождения Франции перебрался в Париж, где начал обучение в Высшей нормальной школе, в 1946 г. он также поступил в только что созданную Национальная школа администрации, таким образом совмещая сразу два учебных курса.
Затем он работал над докторской диссертацией под названием «Феноменология доверия», которую в Сорбонне в 1947 г., которую однако он защитил лишь тридцать семь лет спустя. В течение нескольких месяцев он был прикреплен к Национальному центру научных исследований, где начал работать над концепцией доверия, темой которая будет в центре его исследовательских изысканий на протяжении всей жизни.
В возрасте примерно в 18-20 лет обратился в католичество, в течение года он жил в доминиканском монастыре в коммуне Корбара на Корсике, в этот период он составил программу своей жизни: 1948—1958 гг. — дипломатическая карьера, 1958—1968 гг. — политическая карьера, 1968—1978 гг. — литературное творчество.

### Дипломатическая карьера
В 1948 году он начал дипломатическую карьеру. Сначала он работал в Германии под руководством Андре Франсуа-Понсе, Верховного комиссара Французской оккупационной зоны в Германии. Он внимательно следит за экономическим возрождением Западной Германии, и свои наблюдения фиксирует в заметках, которые впоследствии были им опубликованы.
В конце 1952 г. он возвращается в Париж, а в 1954 г. получает назначение на должность генерального консула в Кракове (Польша), публикуя заметки о том, что меняется в жизни общества и людей, которые оказались в условиях господства коммунистических идей и реалий. По возвращении на родину в 1956 г. он занимается проблемами развития Европы в министерстве иностранных дел Франции.

## Политическая карьера

### Региональные представительные органы
Впервые принял участие в выборах в апреле 1958 г. в Брей-сюр-Сен, но уступил во втором туре. Однако уже несколько месяцев был избран депутатом от Союза в поддержку новой республики в департаменте Сена и Марна, неизменно переизбирался впоследствии до 1981 г., когда уступил кандидату-социалисту. Однако этот результат был признан недействительным и он вновь занял депутатское кресло, оставаясь в региональном парламенте до 1995 г.
С 1964 г. по 1988 гг. входил в генеральный совет кантона Вик-сюр-Эн, с 1982 по 1988 гг. являлся вице-президентом генерального совета Сены и Марины, а в течение 32 лет мэром города Провен (1965—1997).

### Голлистский период
Генерал Де Голль вводит молодого политика в свое окружения, поручая ему алжирский вопрос и европейские дела. Постепенно Пейрифит выдвинулся в категорию «баронов голлизма».
В апреле 1962 г. он был назначен государственным секретарем в министерстве информации, а уже в сентябре — министром по делам репатриантов.
В декабре 1962 г. он становится министром информации Франции. На этом посту он работает над модернизацией и либерализацией общественного вещания, включая развитие региональных телевизионных каналов и создание Службу по телевидению и радиовещанию (ОРТФ) (Office de radiodiffusion-télévision française). В 1963 г. он инициировал изменение формата телевизионной программы новостей. Тем не менее, он часто характеризовался как «министр цензуры» Фактически, в то время министр информации ежедневно взаимодействовал с новостными каналами, а сотрудники подразделений телевизионной информации посещали заседания правительственной службы, ответственной за координацию информации (межминистерская служба по вопросам информации).
В 1966—1967 гг. занимал пост министра по научным исследованиям, атомной энергетике и космическим исследованиям Франции. На этом посту он работал над коммерческой программой развития системы аналогового цветного телевидения SECAM. Также нередко считается, что он инициировал программу создания водородной бомбы, которая увенчалась успехом в августе 1968 г. её испытанием на атолле Муруроа первой французской термоядерной бомбы. Однако эксперты некоторые придерживаются мнения, что это была не его инициатива и противоречит некоторым сведения Комиссариата по атомной и альтернативным видам энергии.
В 1967—1968 гг. — министр национального образования. Участвовал в массовой демонстрации голлистов, переломившей ход событий «Красного мая». Был вынужден подать в отставку под влиянием студенческих волнений 1968 г. и поскольку премьер-министр Жорж Помпиду счел, что его решения усугубили ситуацию.

### Президентства Помпиду и Жискар д’Эстена
С 1968 по 1972 г. занимал должность председателя Комиссии по культурным и социальным вопросам Национального собрания Франции. В этой должности в июле 1971 г. посетил Китай во главе парламентской делегации, встречался с Чжоу Эньлаем. Под впечатлением от этой поездки написал неоднократно переиздававшуюся книгу «Quand la Chine s'éveillera… le monde tremblera» («Когда Китай проснётся, мир содрогнётся»), в которой предсказал КНР экономический и политический взлёт.
С 1972 по 1973 г. являлся генеральным секретарем голлистского движения Союз демократов в поддержку республики.
Также руководил общественными комиссиями по решению ряда актуальных социальных проблем: по вопросам политического участия (1968—1969), борьбе с наркотиками (1969—1970), вопросам децентрализации (1973—1974), вопросами насилия, правонарушений и преступности (1976—1977).
В 1973—1974 гг. — министр по административным реформам, а в марте-мае 1974 г. — министр культуры и окружающей среды Франции.
После смерти Жоржа Помпиду, избрания на пост президента Франции Валери Жискар д’Эстен и назначения премьер-министром Жака Ширака он не вошел в состав нового правительства. Именно в это время он написал свою работу «Зло по-французски» (Le Mal français).
В 1977 г. был избран действительным членом Французской академии.
В 1977—1981 гг. занимал пост министра юстиции Франции. В условиях нарастающего конфликта между президентом Жискар д’Эстеном и премьером Шираком он оказался в числе немногих министров голлистов, который, не отказываясь о от своих ценностей в то же время публично защищал политику правительства, что послужило поводом для его критики. Эта оппозиция достигла максимума в конце 1978 г., когда он отмежевался от антипрезидентского манифеста Appel de Cochin.
На посту министра он запускает программу компьютеризацию досье криминалистического учёта, создается институт «примирителей правосудия» (conciliateur de justice), инициированные его предшественником Оливье Гишаром. Он также решает сделать судебные процедуры менее дорогостоящими для сторон процесса. Это решение породило определённое возмущение в общественным мнением, население посчитало, что издержки на судебное разбирательство будут возмещены и оно станет таким образом абсолютно безвозмездным, тогда как речь шла только об отмене налогов и сборов, которые государство ранее собирало с участников гражданских процессов. Проведенная им реформа замещения должностей магистратов, когда было разрешено назначать на эти должности людей без профильного юридического образования, но имеющих 15-летний профессиональный опыт привела к ежегодному росту их количества, а также числа тюремных надзирателей.
Ряд его последующих решений вызвали резкую критику левой оппозиции. Например, экстрадиция адвоката «Фракции Красной Армии» Клауса Круассан в Германию, несмотря на интенсивную общественную кампанию в поддержку его освобождения. Резкой критике со стороны общественности был подвергнут ход расследования обстоятельств смерти министра труда, занятости и здравоохранения Робера Булена. В конце мандата Валери Жискар д’Эстена, он инициирует принятие «Закона о повышении безопасности и защите свободы граждан» (1981), который расширял полномочия полиции и прокуратуры и ограничивал усмотрение судьи, этот документ вызвал возмущение левой оппозиции и был переработан после победы социалистов на президентских выборах.
Также подвергался критике со стороны своего будущего преемника на посту министра юстиции — социалиста Робера Бадинтера по поводу отмены смертной казни, поскольку допускал её сохранение. Он отмечал, что смертная казнь сохраняется в исключительных обстоятельствах до её окончательной отмены.

### Завершение политической карьеры
После победы правых сил на парламентских выборах 1986 г. не вошел в состав правительства, оставаясь политически активным на региональном и местных уровнях, а декабре того же года едва избежал нападения, ответственность за которое было возложена на организацию «Прямое действие», когда в результате использования взрывного устройства был убит муниципальный служащий.
В июне 1987 г. он был избран в Академию моральных и политических наук по отделению «История».
Он также сотрудничал с несколькими газетами и журналами, в частности с Le Figaro, в которой с 1983 г. он является председателем редакционного совета.
В 1995—1999 гг. являлся членом Сената Франции от департамента Сена и Марна. Состоял в ортодоксально-голлистском Движении инициативы и свободы.

## Научная и литературная деятельность
Ещё в 1946 г. он опубликовал первую книгу из своей студенческой жизни «Рю д’Ульм», хроники «нормальной жизни». За свое первое эссе «Миф о Пенелопе», опубликованное в 1949 г., он получил Премию Ланже Французской академии.
Его книга «Зло по-французски» (1976), посвященная опыту и анализу собственной государственной деятельности, попыткам реформировать работу отдельных отраслей на министерских постах, вызвала большой общественный интерес, тираж издания превысил один миллион экземпляров.
В 1995 г. он опубликовал монографию под названием «Надежное общество», в которой исследовал причины развития и слаборазвитости в мире, тем самым углубив идею, уже затронутую в книге «Зло по-французски». Он выдвигает идею о том, что основные факторы развития и недостаточного развития не могут быть найдены в некоторых классически продвинутых материальных причинах, таких как климат или природные ресурсы, но они заключаются в том, что он называет «третьим нематериальным фактором», то есть культурой, менталитетом. Основой развития он считает создание общества доверия, уверенности в том, что государство поддерживает индивидуальную инициативу. Именно этот «доверительный поступок», преодолевая традиционные табу и способствует инновациям, мобильности, конкуренции, рациональной и ответственной инициативе, способствовал развитию Западной Европы в последние столетия. Публикация книги последовала за представлением диссертации в Сорбонне по той же теме. По его мнению, доверие было движущей силой многих инициатив, которые сформировали индустриальное общество. Свои взгляды он противопоставил теории Макса Вебера, который называл источником развития капиталистического общества протестантскую этику.
В 1993—1994 г. он прочёл серию лекций в Коллеж де Франс под названием «Экономическое чудо», опубликованных в виде монографии в 1995 г. В них он пытался найти объяснение преимуществам и способам их достижения, которые достиг западный мир и Япония, и экстраполировать эти процессы на мир развивающихся стран.
В трёхтомнике «Таким был де Голль» (C'était de Gaulle) (1994, 1997 и 2000) представлен подробный анализ личного взаимодействия с создателем Пятой республики, даны оценки его деятельности На вопрос о том, почему книга вышла через много лет после смерти де Голля автор ответил, что он не хотел извлекать выгоду из смерти бывшего главы государства.

## Награды и звания
- Кавалер Ордена Почётного легиона.
- Командор Ордена Искусств и литературы (1974).
- Командор Ордена Академических пальм.
- Гранд-офицер ордена «За заслуги перед Итальянской Республикой» (1964).
- Командор ордена культурных заслуг (Монако) (1999).

## Сочинения
- Quand la Chine s'éveillera… le monde tremblera. 1973
- La Chine s’est éveillée. 1997 (Премия Prix de la Fondation, 1997)
- Таким был де Голль = C'était de Gaulle. — М.: Московская школа политических исследований, 2002. — 696 с. ISBN 5-93895-033-3